# 사리얘르비

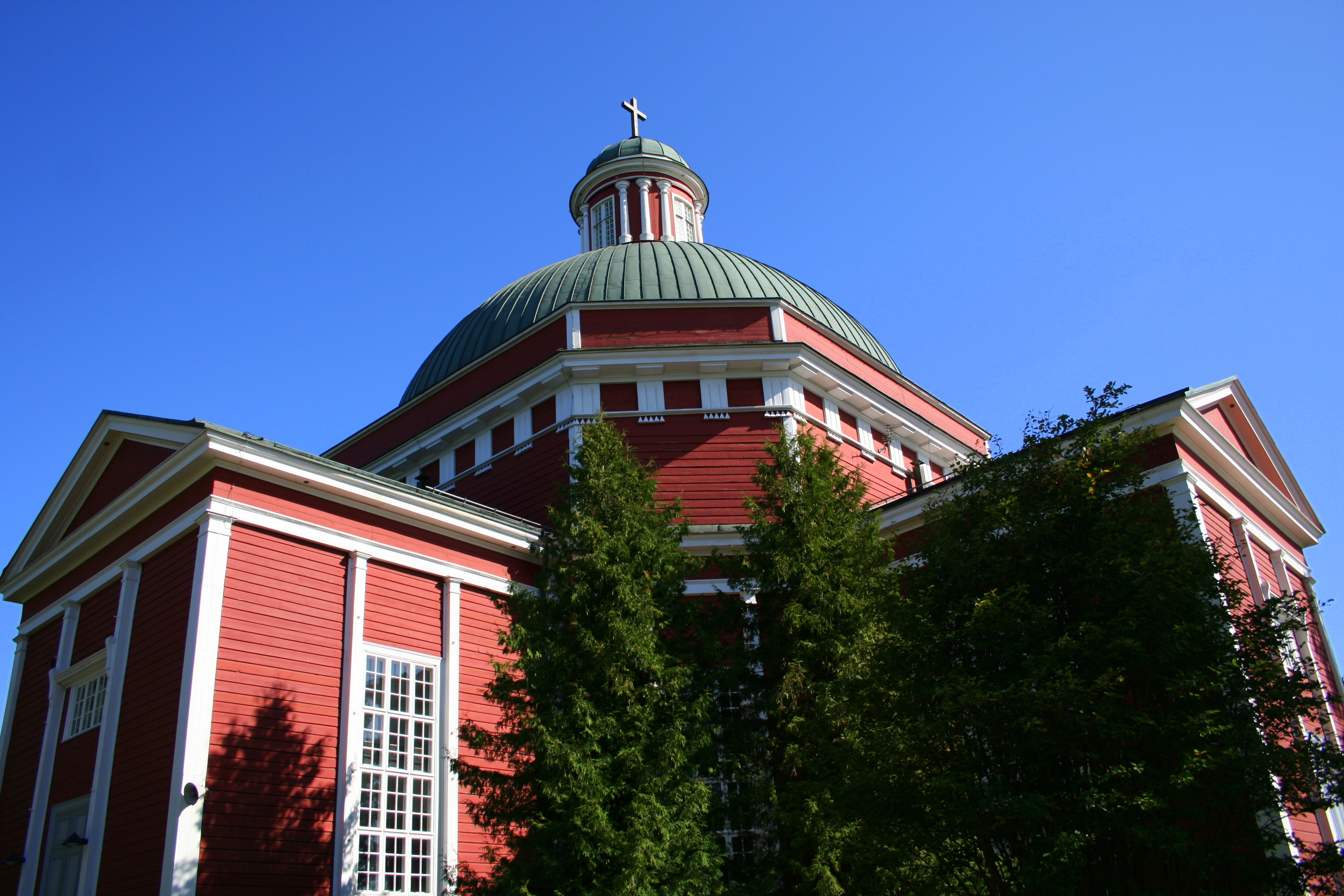
사리얘르비 교회

사리얘르비의 위치

사리얘르비(핀란드어: Saarijärvi)는 핀란드 중앙수오미 지역에 위치한 도시로 면적은 1,251.80km2, 인구는 9,880명(2016년 3월 31일 기준), 인구 밀도는 7.89명/km2이다.

시 문장